# Sport a Lodi

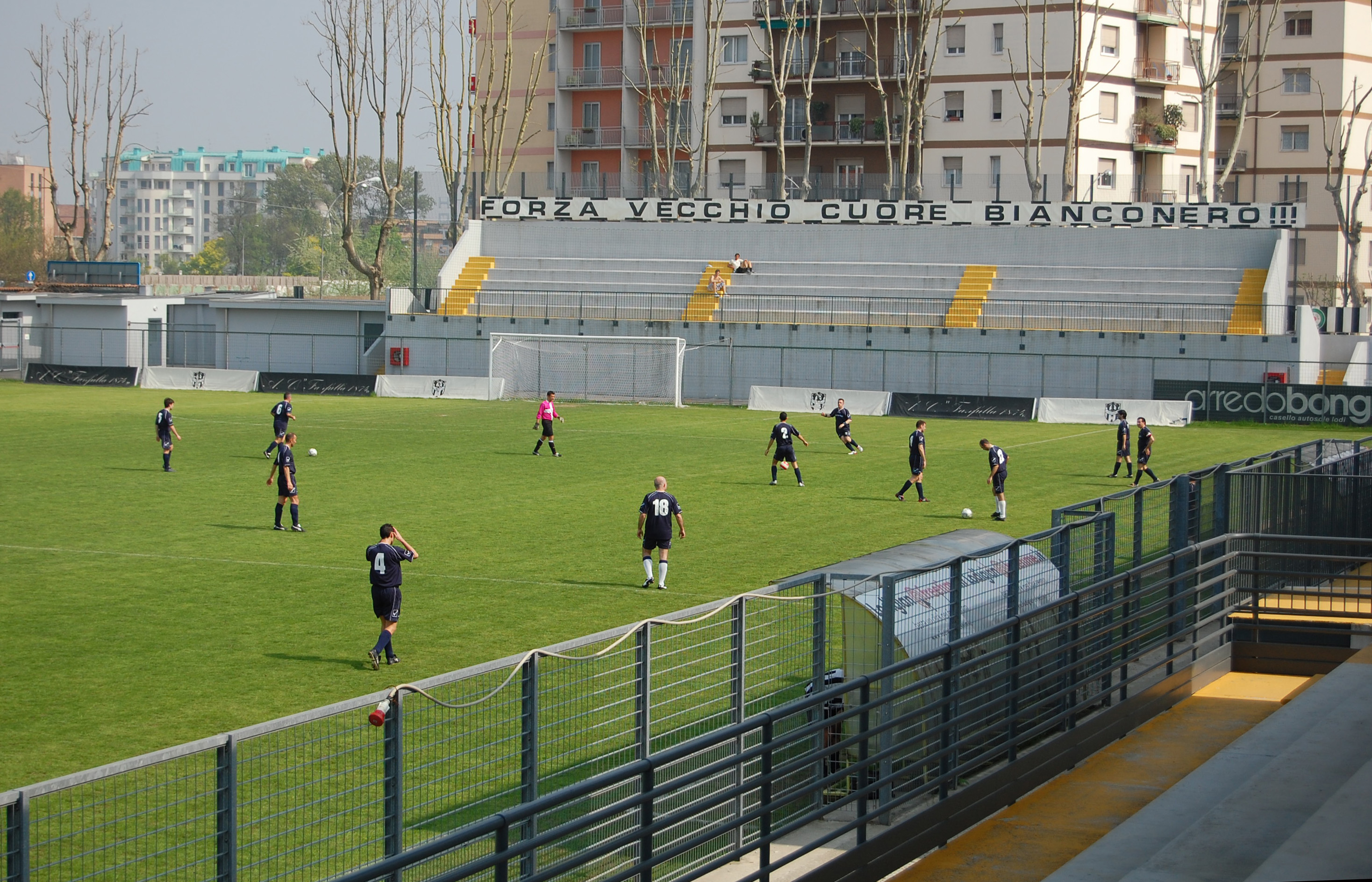
Fase di gioco di un incontro calcistico amichevole tenuto allo stadio Dossenina di Lodi

Lo sport a Lodi si articola in numerose discipline. Società e atleti lodigiani hanno conquistato titoli a livello italiano e internazionale.
Il lodigiano Francesco Filippo Bizzoni – emigrato dapprima a Bournemouth e poi a New York – fu uno dei primi italiani a prendere parte a una competizione olimpica, avendo gareggiato nella prova ciclistica del quarto di miglio su pista in occasione dei Giochi della III Olimpiade, celebrati a Saint Louis nel 1904.

## Origini storiche

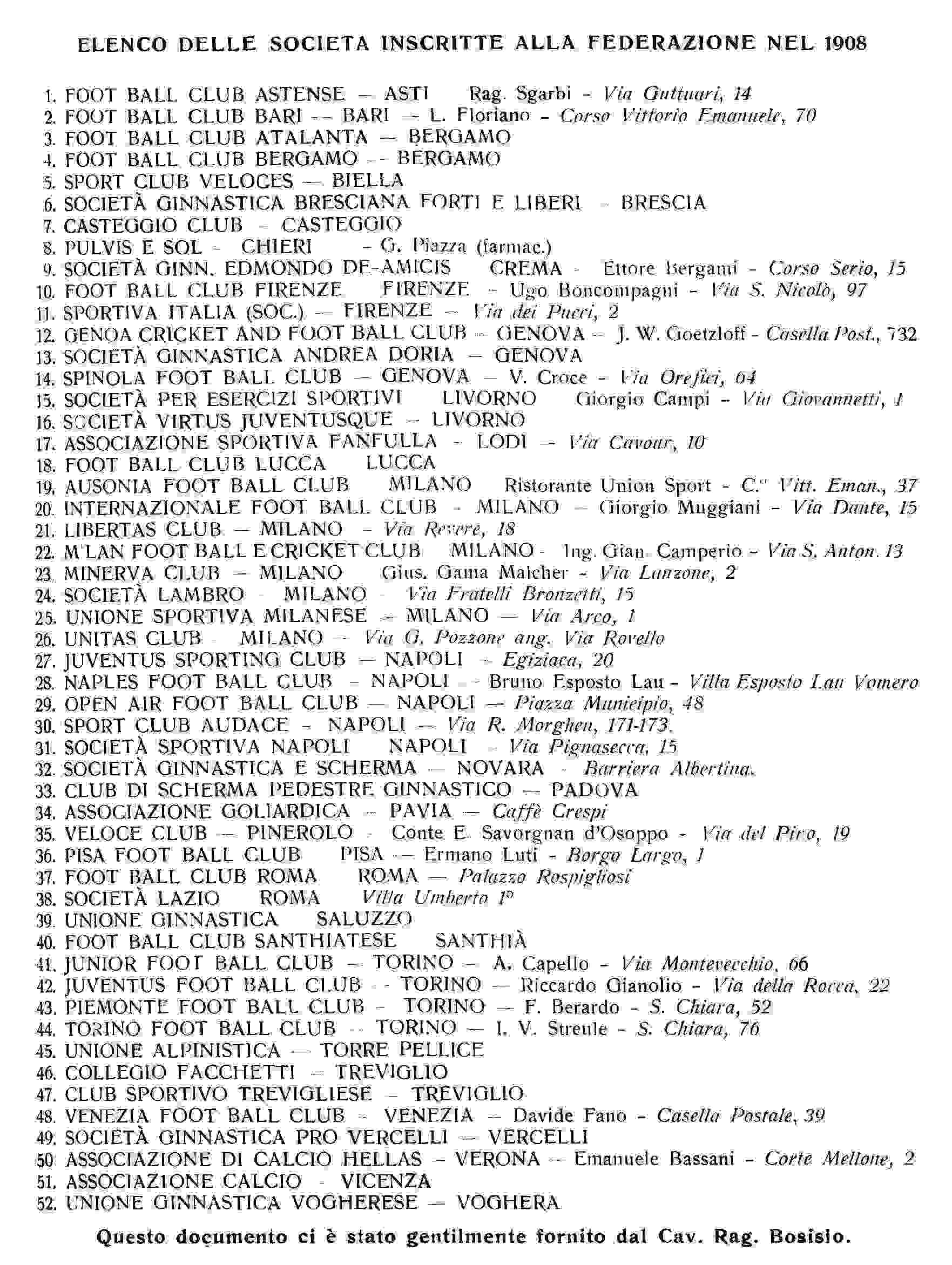
Elenco delle società di calcio affiliate alla Federazione Italiana del Football nel 1908: al numero 17 della lista si annovera il Fanfulla di Lodi

La prima palestra pubblica comunale fu aperta nel 1861 nell'ex chiesa di Sant'Antonio e cominciò a essere frequentata soprattutto dagli esponenti della nascente classe borghese. Nel 1862 Giuseppe Garibaldi inaugurò ufficialmente il poligono di tiro a segno.
Il 15 agosto 1874 l'attivista Tiziano Zalli fondò la Società Lodigiana di Ginnastica e Scherma, che nel 1883 organizzò a Lodi un torneo nazionale di ginnastica della durata di cinque giorni. Negli anni successivi – ispirandosi alla figura di Fanfulla da Lodi, uno dei tredici cavalieri italiani che sconfissero i francesi nella disfida di Barletta del 1503 – il sodalizio cambiò il proprio nome dapprima in Società Fanfulla e poi in Associazione Sportiva Fanfulla 1874; al contempo ginnastica e scherma furono rapidamente affiancate da nuove discipline come il tennis e il calcio, con la fondazione della sezione calcistica del club nel 1908.
Il 15 aprile 1891 si costituì la Canottieri Adda 1891 Lodi, nata da una costola dell'A.S. Fanfulla, che organizzò le prime regate in città nel giugno 1892. Nel 1911 fu costruito l'ippodromo, con una pista lunga 804,5 metri e larga 24. Lo stadio Dossenina, riservato al gioco del calcio e dotato originariamente di una capienza di 7 500 posti, fu inaugurato nel 1920.

## Discipline sportive

### Atletica leggera
Dal 1977 è attiva in città la Nuova Atletica Fanfulla Lodigiana, affiliata al Centro Sportivo Italiano e alla Federazione Italiana di Atletica Leggera; il sodalizio lodigiano ha conquistato quattro titoli nazionali nel decathlon.
Nel settembre del 2008 Lodi ospitò la «finale oro» femminile dei campionati italiani di società di atletica leggera, a cui era presente anche la Fanfulla con la sua rappresentativa.

### Baseball e softball

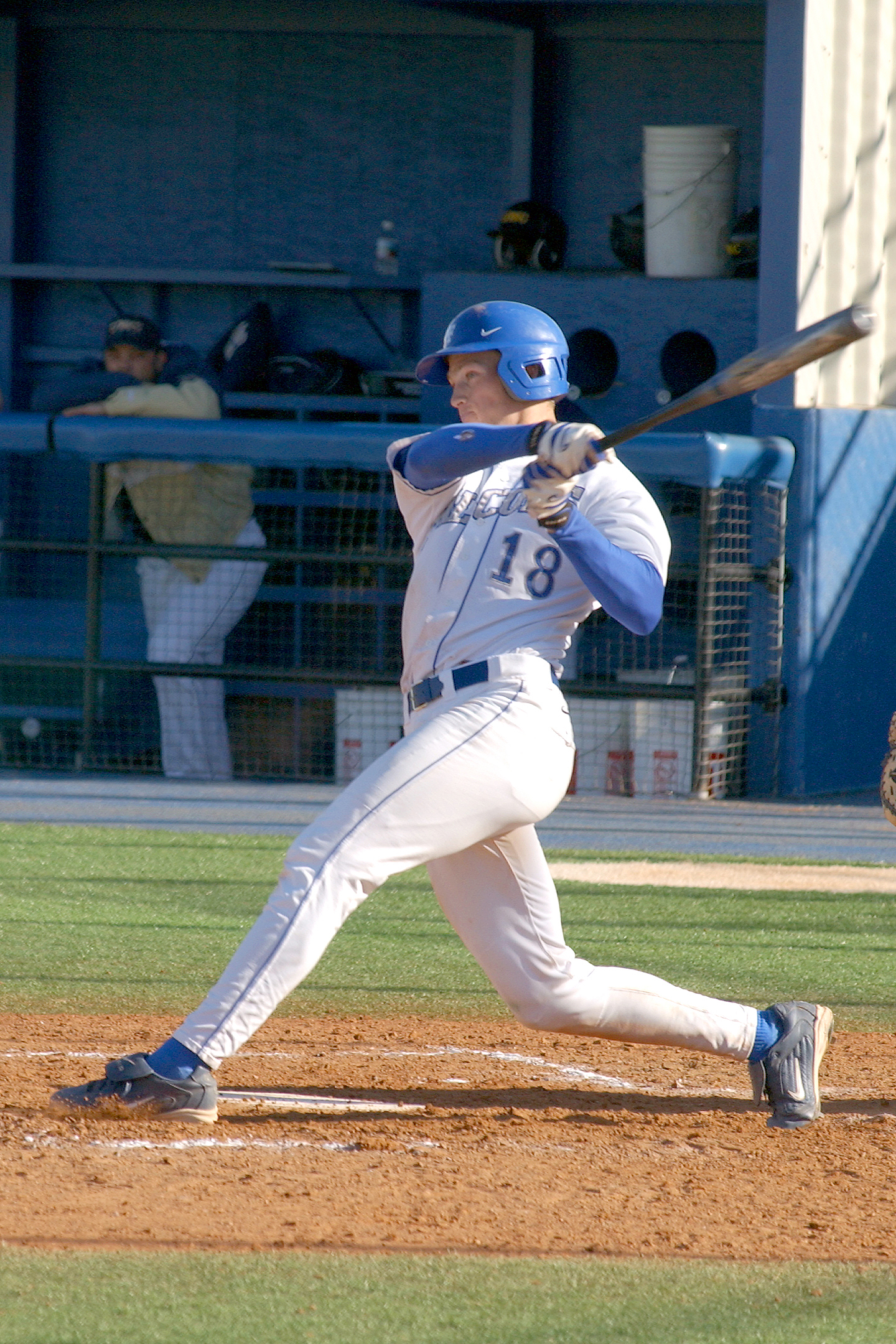
Il baseball è una delle attività sportive più seguite in città

L'Old Rags Baseball Club è una società di baseball e softball fondata a Lodi nel 1966. Nel 1980 la squadra vinse il campionato di Serie A2, militando poi per tre stagioni nella massima categoria nazionale. Dopo aver disputato nel 2012 il campionato di Serie A Federale, nel 2013 la squadra è ripartita dalla Serie C.
In precedenza era attivo in città il Baseball Club Lodi.

### Calcio
Fondato nel 1908, il Fanfulla è una delle più antiche società calcistiche lombarde in attività e conta centinaia di appassionati, non solo lodigiani. La squadra raggiunse il momento più alto della sua storia fra il 1938 e il 1953, periodo durante il quale vinse due volte il campionato di Serie C e disputò 13 stagioni in Serie B; nel 1984 conquistò poi la Coppa Italia di Serie C. Attualmente milita in Serie D, quarto livello nazionale e massima categoria dilettantistica nella piramide calcistica italiana.
Dal 2009 al 2017, ogni primavera ha avuto luogo a Lodi e dintorni il «Torneo della solidarietà UNICEF», una competizione calcistica internazionale riservata alle formazioni giovanili di società professionistiche. Segue l'albo d'oro della manifestazione.
| Anno | Vincitore   | Categoria |
| 2009 | Milan       | Under 11  |
| 2010 | Espanyol    | Under 11  |
| 2011 | Torino      | Under 11  |
| 2012 | Torino      | Under 13  |
| 2013 | Genoa       | Under 13  |
| 2014 | Milan       | Under 15  |
| 2015 | Real Madrid | Under 15  |
| 2016 | Milan       | Under 15  |
| 2017 | Anderlecht  | Under 15  |

### Canoa e kayak
Presso il bosco del Belgiardino opera il Centro Ricreativo Canoistico Lodigiano, associazione sportiva dilettantistica affiliata alla Federazione Italiana Canoa Kayak, che organizza corsi di avviamento alla pratica della canoa/kayak.
Cesare Mulazzi, un atleta lodigiano iscritto alla società Canottieri Adda 1891 Lodi, si è distinto nel kayak vincendo nel 1991 la medaglia d'oro nella disciplina «K1 discesa a squadre»
in occasione del campionato del mondo disputato nel 1991 a Plezzo, in Slovenia.

### Ciclismo
Il 28 maggio 1990 l'11ª tappa del Giro d'Italia 1990 si concluse in viale Cesare Vignati a Lodi con la vittoria in volata di Adriano Baffi; Gianni Bugno indossava la maglia rosa.

### Ginnastica e scherma
L'Associazione Sportiva Ginnastica Fanfulla 1874 è una delle polisportive più antiche d'Italia. Fu fondata da Tiziano Zalli il 15 agosto 1874 col nome di Società Lodigiana di Ginnastica e Scherma, diventando poi Società Fanfulla di Ginnastica e Scherma nel 1885. Nel 1974 il club fu insignito della stella d'oro al merito sportivo.
Le atlete della ginnastica ottennero importanti successi fra gli anni cinquanta e sessanta: quattro titoli italiani assoluti individuali (1950, 1951, 1954 e 1955) e nove titoli italiani assoluti a squadre (categoria «seniores», fra il 1950 e il 1961). Le fanfulline Licia Macchini e Luciana Pezzoni sono state le prime lodigiane a partecipare a una competizione olimpica (Giochi della XIV Olimpiade, Londra 1948).

### Hockey su pista

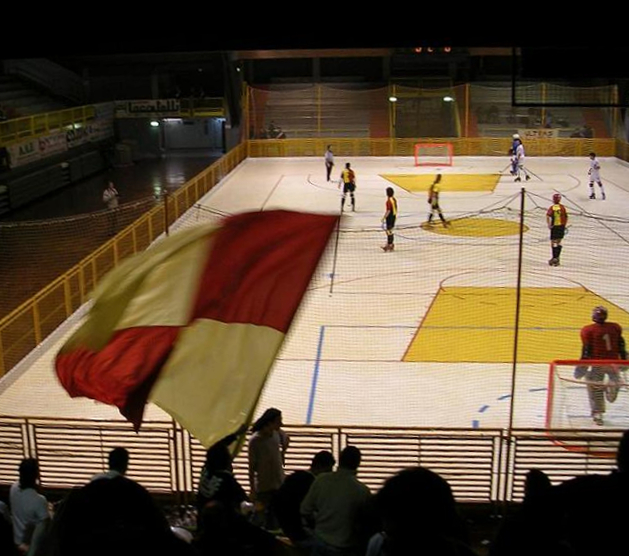
Una partita dell'Amatori Lodi, una delle squadre di hockey su pista più titolate d'Italia

L'hockey su pista è per tradizione la disciplina sportiva più popolare fra i lodigiani. La principale squadra della città, l'Amatori Lodi, è una delle società hockeistiche più blasonate d'Italia: fondata nel 1965, ha conquistato quattro scudetti, quattro Coppe Italia, due Supercoppe italiane, una Coppa di Lega, una Coppe delle Coppe e una Coppa CERS, raggiungendo inoltre la finale di Coppa dei Campioni.

### Pallacanestro
L'Unione Cestistica Casalpusterlengo ha disputato al PalaCastellotti di Lodi le proprie gare casalinghe di Serie A Dilettanti dal 2008-2009 al 2010-2011, salvo poi tornare a giocare presso il PalaCampus di Codogno fino al 2015, quando grazie alla fusione col Piacenza Basket Club, trasferisce la sua sede nel capoluogo piacentino.
Nel club giovanile Basket Lodi sono cresciuti i graffignanini Danilo Gallinari, futuro cestista NBA, e Giacomo Devecchi, futuro campione d'Italia.
Quanto alla pallacanestro femminile, la squadra principale è la Fanfulla 2000, nata nel 1999 dalle ceneri della Pallacanestro Fanfulla, società attiva dal 1978.

### Pallavolo
La squadra di pallavolo più importante in città è stata il Volleyball Club Lodi, che nella stagione 2003-2004 ha militato nel campionato di Serie A2 femminile. Nell'estate del 2004 due imprenditori siciliani acquistarono la società, allestendo una formazione molto competitiva con l'obiettivo dichiarato della promozione nella massima categoria: la squadra era composta da numerose atlete di riconosciuto valore internazionale, tra le quali l'azzurra Maurizia Cacciatori. Tuttavia, prima dell'inizio del campionato, un'ispezione della Guardia di Finanza riscontrò gravi irregolarità nella gestione della società, decretandone di fatto lo scioglimento.
Nel 2010 il gruppo Properzi Volley ha stabilito in città la propria sede legale, pur non avendo mai effettivamente disputato partite casalinghe nel capoluogo. Il sodalizio nacque originariamente dalla collaborazione fra Pallavolo Lodi (di Salerano sul Lambro) e A.S. Volley 2000 (di Tavazzano con Villavesco). Nel corso degli anni, ulteriori società hanno iniziato collaborazioni o sono state assorbite dal gruppo stesso; tra queste si annoverano il Volley Montanaso (di Montanaso Lombardo), il Real QCM (di Quartiano, Cervignano d'Adda e Mulazzano) e il Volley San Martino (di San Martino in Strada). La prima squadra del gruppo Properzi si è aggiudicata un torneo di Serie B1 femminile, disputando i propri incontri interni a San Martino; le gare delle categorie minori sono divise fra Montanaso, San Martino e Tavazzano.
Fra le squadre strettamente lodigiane, invece, hanno raggiunto il campionato regionale di Serie D femminile il G.S.O. San Fereolo, la Lodi Pro Volley, la Vis Volley, e l'A.S. Ausiliatrice, senza tuttavia riuscire a mantenere la categoria per più di una o due stagioni. La Lodi Pro Volley ha schierato inoltre formazioni maschili in Serie B2 e in Serie D.

### Pugilato
La Grignani Boxe nacque a Lodi nel 1945 su iniziativa di un gruppo di sportivi che desideravano ricordare la figura di Rosolino Grignani, un giovane partigiano lodigiano, ex calciatore fanfullino e grande appassionato del pugilato, ucciso dai nazisti al termine della seconda guerra mondiale. È una delle società pugilistiche più antiche della Lombardia.

### Rugby
Dopo una prima esperienza a cavallo tra gli anni settanta e ottanta, il 22 agosto 2011 è stata fondata la società Rugby Lodi A.S.D., con l'obiettivo di riportare in città questo sport, assente da 25 anni. La squadra ha come simbolo la fenice proprio per sottolineare questa continuità con il passato. Il 15 gennaio 2012 si è svolta la prima amichevole con il Crema Rugby Club 1977, formazione che milita nel campionato di Serie C. Il 21 gennaio 2012, la società lodigiana ha formalizzato un accordo per entrare a far parte della franchigia degli Aironi Rugby, una delle più importanti squadre italiane di rugby a 15. All'evento ha partecipato una delegazione della dirigenza della società mantovana e il giocatore della nazionale Kaine Robertson. Attualmente la squadra milita nel campionato Uisp e il 2 giugno 2018 ha ospitato le finali nazionali presso l'impianto sportivo "Egidio Capra".

## Impianti sportivi
Stadio comunale «Dossenina»Riservato esclusivamente al gioco del calcio, è uno stadio in stile inglese che ospita la squadra del Fanfulla.
Palazzetto dello sport «Eugenio Castellotti»Con una capienza massima di oltre 3 000 spettatori, ha ospitato i campionati europei di hockey su pista del 1990, i mondiali di hockey su pista del 1993 e le fasi finali della CERH European League 2011-2012. Dal 1989 vi si disputano le partite casalinghe dell'Amatori Lodi.
Stadio comunale «Egidio Capra»Dispone di tribuna coperta e di dotazioni omologate per gare nazionali di atletica leggera; si trova in località «Faustina» unitamente ad altri impianti sportivi. Vi si sono disputate le finali femminili dei campionati italiani di società di atletica leggera nel 2008.
Palazzetto dello sport «Faustina»È dotato di tre palestre: la «Ghisio» (per basket e pallavolo), la «Fraschini» (dedicata a ginnastica artistica e arti marziali) e la «Grignani» (riservata al pugilato).